# Lavoir de Brienon-sur-Armançon
Le lavoir de Brienon-sur-Armançon est un lavoir situé à Brienon-sur-Armançon, en France.

## Localisation
Le lavoir est situé dans le département français de l'Yonne, sur la commune de Brienon-sur-Armançon.

## Description
Il est de forme circulaire avec une galerie couverte en tuiles bourguignonnes. On y accède en descendant un escalier.

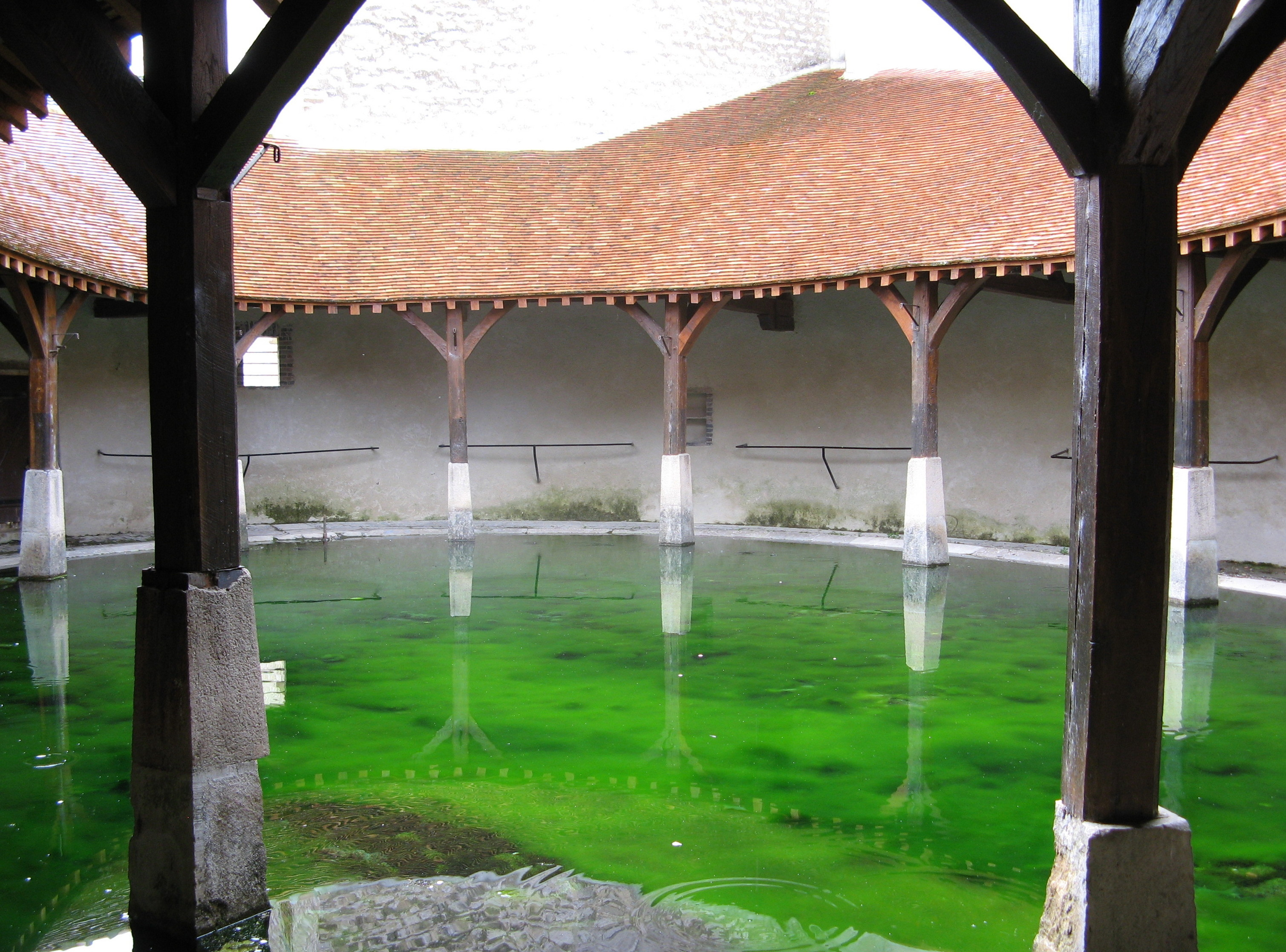
Intérieur du lavoir.

## Historique
Ce lavoir est édifié en 1762. L'édifice est classé au titre des monuments historiques en 1982.